# ツマビクウタゴエ 〜Kobukuro songs, acoustic guitar instrumentals〜
『ツマビクウタゴエ 〜Kobukuro songs, acoustic guitar instrumentals〜』（ツマビクウタゴエ）は、コブクロの小渕健太郎が2013年9月18日にリリースした初のインストゥルメンタル・アルバム。

## 概要
小渕の初のソロ作品で、コブクロの楽曲をギター多重録音にアレンジしている。

## 収録曲
1. Million Films （作曲：小渕健太郎）
10枚目のシングル。
2. 蕾 （作曲：小渕健太郎）
14枚目のシングル。
3. NOTE （作曲：小渕健太郎）
5枚目のアルバム『NAMELESS WORLD』収録曲。
4. 風（作曲：小渕健太郎）
4枚目のシングル。
5. ここにしか咲かない花 （作曲：小渕健太郎）
11枚目のシングル。
6. あなたへと続く道 （作曲：小渕健太郎）
13枚目のシングルカップリング曲。
7. 君という名の翼 （作曲：小渕健太郎）
13枚目のシングル。
8. 桜 （作曲：小渕健太郎・黒田俊介）
12枚目のシングル。
9. 風見鶏 （作曲：小渕健太郎）
14枚目のシングルのカップリング曲。
10. ダイヤモンド （作曲：小渕健太郎）
23枚目のシングル。
2013年8月8日から8月22日まで第95回全国高等学校野球選手権記念大会の期間中、阪神甲子園駅でこのアレンジのサビ4小節が停車列車接近メロディとして採用された。